# Diocesi di Daru-Kiunga
La diocesi di Daru-Kiunga (in latino Dioecesis Daruensis-Kiungana) è una sede della Chiesa cattolica in Papua Nuova Guinea suffraganea dell'arcidiocesi di Port Moresby. Nel 2021 contava 52.549 battezzati su 216.511 abitanti. È retta dal vescovo Joseph Tarife Durero, S.V.D.

## Territorio
La diocesi comprende per intero la Provincia Occidentale di Papua Nuova Guinea.
Sede vescovile è la città di Kiunga, dove si trova la cattedrale di San Gerardo. A Daru sorge la concattedrale di San Luigi Maria Grignion de Monfort.
Il territorio si estende su 99.600 km² ed è suddiviso in 13 parrocchie.

## Storia
La prefettura apostolica di Daru fu eretta il 16 luglio 1959 con la bolla Qui per electionem di papa Giovanni XXIII, ricavandone il territorio dal vicariato apostolico di Port Moresby (oggi arcidiocesi).
Il 15 novembre 1966 la prefettura apostolica fu elevata a diocesi con la bolla Laeta incrementa di papa Paolo VI.
Il 4 settembre 1987 la sede vescovile è stata trasferita da Daru a Kiunga e la diocesi ha assunto il nome attuale.

## Cronotassi dei vescovi
Si omettono i periodi di sede vacante non superiori ai 2 anni o non storicamente accertati.
- Gérard-Joseph Deschamps, S.M.M. † (17 ottobre 1961 - 2 gennaio 1999 nominato vescovo di Bereina)
- Gilles Côté, S.M.M. (2 gennaio 1999 - 23 maggio 2021 ritirato)
- Joseph Tarife Durero, S.V.D., dal 23 maggio 2021

## Statistiche
La diocesi nel 2021 su una popolazione di 216.511 persone contava 52.549 battezzati, corrispondenti al 24,3% del totale.
| anno | popolazione | popolazione | popolazione | presbiteri | presbiteri | presbiteri | presbiteri                | diaconi | religiosi | religiosi | parrocchie |
| anno | battezzati  | totale      | %           | numero     | secolari   | regolari   | battezzati per presbitero | diaconi | uomini    | donne     | parrocchie |
| ---- | ----------- | ----------- | ----------- | ---------- | ---------- | ---------- | ------------------------- | ------- | --------- | --------- | ---------- |
| 1970 | 2.215       | 61.261      | 3,6         | 14         |            | 14         | 158                       |         | 22        | 32        | 7          |
| 1980 | 6.518       | 83.400      | 7,8         | 13         |            | 13         | 501                       |         | 26        | 32        | 8          |
| 1990 | 21.371      | 93.000      | 23,0        | 13         | 4          | 9          | 1.643                     |         | 24        | 31        | 11         |
| 1999 | 31.096      | 112.000     | 27,8        | 15         | 8          | 7          | 2.073                     |         | 11        | 35        | 10         |
| 2000 | 32.514      | 114.500     | 28,4        | 14         | 5          | 9          | 2.322                     |         | 13        | 32        | 12         |
| 2001 | 33.990      | 116.000     | 29,3        | 16         | 10         | 6          | 2.124                     |         | 11        | 37        | 13         |
| 2002 | 34.995      | 152.067     | 23,0        | 15         | 5          | 10         | 2.333                     |         | 16        | 39        | 13         |
| 2003 | 36.158      | 153.000     | 23,6        | 15         | 4          | 11         | 2.410                     | 1       | 17        | 35        | 13         |
| 2004 | 37.109      | 153.247     | 24,2        | 16         | 4          | 12         | 2.319                     | 1       | 18        | 35        | 12         |
| 2006 | 38.859      | 157.600     | 24,7        | 25         | 5          | 20         | 1.554                     |         | 31        | 38        | 12         |
| 2013 | 45.163      | 192.551     | 23,5        | 19         | 5          | 14         | 2.377                     |         | 22        | 40        | 13         |
| 2016 | 48.352      | 209.633     | 23,1        | 18         | 2          | 16         | 2.686                     |         | 21        | 30        | 13         |
| 2019 | 51.174      | 211.000     | 24,3        | 15         | 1          | 14         | 3.411                     |         | 20        | 25        | 13         |
| 2021 | 52.549      | 216.511     | 24,3        | 13         |            | 13         | 4.042                     |         | 19        | 27        | 13         |